# Ota Váňa
Ota Váňa (* 11. června 1971 Teplice) je český kytarista, člen a autor hudby skupiny Kabát. Je autorem hudby mnoha písní skupiny Kabát, např. Burlaci, Malá dáma, Na sever, Banditi di Praga, Valkýra nebo Houby magický.
Jeho píseň Kdoví jestli obdržela v roce 2008 cenu OSA „Populární skladba roku“.
Hraje převážně na kytary Gibson Les Paul Custom a od roku 2008 také na české kytary značky Jolana, kde se vyrábí jeho signature model Jolana Tornado. Používá aparatury Marshall.
Na výroční koncert skupiny na pražském Vypichu (2014) přišlo rekordních 80 tisíc fanoušků.
Byl hostem pořadu Kytarová zbrojnice u Maťa Mišíka.

## Diskografie
Více informací naleznete také v článku Kabát (hudební skupina).
| Název               | Rok vydání |
| ------------------- | ---------- |
| Má ji motorovou     | 1991       |
| Děvky tyto znaj     | 1993       |
| Colorado            | 1994       |
| Země plná trpaslíků | 1995       |
| Čert na koze jel    | 1997       |
| MegaHu              | 1999       |
| Go satane go        | 2000       |
| Dole v dole         | 2003       |
| Corrida             | 2006       |
| Banditi di Praga    | 2010       |
| Do pekla/do nebe    | 2015       |
| El Presidento       | 2022       |

## Filmografie
| Rok  | Název filmu                          | Poznámka                                            |
| ---- | ------------------------------------ | --------------------------------------------------- |
| 1998 | Čert na koze jel                     | Záznam koncertu skupiny Kabát.                      |
| 2001 | Suma Sumárum - Best Of               | Sestřih z koncertu a videoklipy skupiny Kabát.      |
| 2002 | Suma Sumárum                         | Záznam koncertu skupiny Kabát.                      |
| 2004 | Kabát 2003–2004                      | Sestřih z koncertu a záznam koncertu skupiny Kabát. |
| 2007 | Eurosong aneb Kabát jde do Evropy    | Dokumentární film České televize.                   |
| 2008 | Kabát: Corrida 2007                  | Záznam koncertu skupiny Kabát.                      |
| 2009 | Po čertech velkej koncert            | Záznam koncertu skupiny Kabát.                      |
| 2011 | Kabát: Banditi di Praga - Turné 2011 | Záznam koncertu skupiny Kabát.                      |
| 2016 | Kabát 2013-2015                      | Záznam koncertů a poslední album skupiny Kabát.     |
| 2016 | Země revivalů                        | Dokumentární film České televize.                   |
| 2019 | Kabát: Noc v Edenu                   | Sestřih koncertu skupiny Kabát.                     |

## Dílo
On a Tomáš Krulich jsou skladateli skupiny Kabát. Texty skupině píše Milan Špalek.

## Kytary
Hraje na Gibson Les Paul, Gibson Flying V, Rickenbacker, Fender Telecaster, má také svůj signature model české kytary Jolana Tornado. S firmou Jolana spolupracuje od roku 2008, v letech 2014 a 2019 mu byly vyrobeny speciální modely k 25. a 30 výročí existence skupiny Kabát.

### Tiskové rozhovory
- https://www.idnes.cz/revue/spolecnost/kapela-kabat-ota-vana-milan-spalek-rozhovor-turne.A190613_115312_lidicky_sub
- https://www.novinky.cz/kultura/clanek/kabat-v-peti-se-na-podiu-citime-komfortneji-40013512

### Videa
- https://www.youtube.com/watch?v=JkOJmkgLywQ
- https://www.youtube.com/watch?v=emq1K-WyTiE
- https://www.youtube.com/watch?v=C4lNgjEb2L8
- https://www.youtube.com/watch?v=Gi1vYR03Dyw
- https://www.youtube.com/watch?v=h0lEr5kAtiw
- https://www.youtube.com/watch?v=CH-x7kSSWkE
- https://www.youtube.com/watch?v=cSwV8kcyxfw